# Pneumònia eosinofílica
La pneumònia eosinofílica (PE) és una malaltia poc comuna en què un cert tipus de glòbuls blancs anomenats eosinòfils s'acumulen als pulmons, com a resultat de l'acció de determinades integrines, quimiocines i altres citocines que formen part dels mecanismes de resposta inflamatòria. Aquestes cèl·lules causen una pertorbació dels espais aeris normals (alvèols), on s'extreu l'oxigen de l'atmosfera, que pot ser aguda o crònica i que es manifesta de vegades com una hemorràgia alveolar difusa.

## Epidemiologia
La PE forma part del grup de les malalties eosinofíliques pulmonars. Existeixen diversos tipus de pneumònia eosinofílica i poden donar-se en qualsevol grup d'edat, tot i que es veuen amb major freqüencia en adults joves i molt poques vegades en nens o nounats. La PE d'origen parasitari es veu sobretot en zones tropicals i sol estar relacionada amb la filariosi limfàtica. La forma crònica idiopàtica de la malaltia predomina en les dones d'entre 30 i 40 anys, moltes d'elles amb asma o història prèvia de trastorns atòpics.

## Causes
Les seves causes són molt diverses, entre elles les infeccions parasitàries, el virus H1N1, el virus SARS-CoV-2, la radioteràpia mamària, reaccions d'hipersensibilitat a determinats compostos químics, a larves d'insectes, a aliments vegetals i a essències emprades en l'aromateràpia, la miasi bronquial, el fum produït pels focs d'artifici, les partícules d'alguns vernissos, el fum de cremar escombraries a l'aire lliure, la recollida i manipulació de fulles de tabaquera, el fum de tabac, el fum de tabac inhalat passivament, el del tabac mentolat el fum dels porros i el vapor de cànnabis o de les cigarretes electròniques. També la pot desencadenar el consum de metamfetamina cristal·litzada i una àmplia llista de medicaments que inclou la sertralina, la risperidona, la mesalazina, la bleomicina, el cisplatí, la naltrexona (un antagonista no selectiu dels opioides), el tamoxifé (un antineoplàstic usat contra el càncer de mama), la venlafaxina (un antidepressiu inhibidor de la recaptació de serotonina i noradrenalina), la minociclina (un antibiòtic del grup de las tetraciclines), la ceftarolina (un membre de la classe de les cefalosporines), l'imipenem-cilastatina (un carbapenem més un inhibidor enzimàtic), la lenalidomida (un immunomodulador imídic), la daptomicina l'amiodarona, la nitrofurantoïna (antibacterià que s'administra en certs casos d'infecció urinària), el levetiracetam, el proguanil, el dupilumab (un biofàrmac emprat per tractar la dermatitis atòpica) i diverses sulfamides. De manera excepcional, la PE és la primera manifestació d'una candidosi o d'una síndrome antisintetasa. Eventualment, l'origen de la forma crònica de la malaltia es idiopàtic En alguns d'aquests casos, la pneumònia evoluciona cap a la fibrosi pulmonar. La PE crònica recidivant és una entitat clínica poc freqüent. Ha estat descrita l'associació de pneumònia eosinofílica amb l'artritis reumatoide, la sarcoïdosi i la infecció per SARS-CoV-2. Són molt inusuals els casos de PE relacionats amb reaccions adverses derivades de la vaccinació contra la COVID-19.

## Signes i símptomes
Els símptomes més comuns inclouen la tos, la febre, dificultats per respirar i suors nocturnes. La PE crònica sol començar com un procés pulmonar subagut, de setmanes o mesos d'evolució, i no és rar que es detecti quan fracassa la teràpia antimicrobiana instaurada davant la sospita clínica d'una possible pneumònia infecciosa. Adesiara, cursa amb alteracions bronquials o cardíaques. Rares vegades, en una PE es desenvolupa un embassament pleural de tipus transsudatiu o una malaltia tromboembòlica venosa amb afectació pulmonar i d'extremitats inferiors. Algunes pneumònies eosinofíliques agudes d'especial gravetat poden requerir oxigenació per membrana extracorpòria veno-venosa. La PE és diagnosticada per una combinació d'anàlisis de sang, rentat broncoalveolar, radiografies i tomografia computada. Tot i no ser una troballa patognomònica, la presència en les proves radiològiques del signe pulmonar anomenat de l'halo invers i que consisteix en una opacitat en vidre esmerilat envoltada per una zona de consolidació parenquimatosa o una lesió de morfologia nòdular més densa amb aspecte de mitja lluna o anell, no és rara en casos de pneumònia eosinofílica crònica. Un altre signe característic de la PE que es veu en les radiografies de tórax és el de la imatge en negatiu fotogràfic de l'edema pulmonar, denominat també signe d'ala de ratpenat invertida. El diagnòstic diferencial de la PE inclou: l'aspergil·losi al·lergica broncopulmonar, la bronquiolitis obliterant amb pneumònia organitzativa, la pneumònia vírica de la COVID-19, l'obstrucció del flux d'aire pulmonar per taps de moc, la granulomatosi broncocèntrica, l'asma, l'asma atòpic o la síndrome de Churg–Strauss (granulomatosi eosinofílica amb poliangiïtis, un tipus de vasculitis).

## Tractament
En la majoria de pneumònies eosinofíliques, el pronòstic és excel·lent una vegada s'ha diagnosticat la malaltia i s'ha començat un tractament amb corticoesteroides sistèmics. Per regla general, el pacient millora significativament en uns pocs dies. Cal administrar corticoides a dosis mínimes, un cop aconseguida la remissió d'una PE crònica, almenys durant sis mesos més per tal d'evitar possibles recaigudes. Quan la resposta a aquests fàrmacs no és bona, emprar omalizumab (un anticòs monoclonal anti-IgE humanitzat que s'administra habitualment a persones amb asma al·lèrgic persistent) pot ser una alternativa terapèutica vàlida. L'ús inicial de benralizumab (un altre anticòs monoclonal) ha obtingut bons resultats en casos crònics, fins i tot com a únic tractament farmacològic de pacients amb recurrències agudes. El mepolizumab s'ha administrat amb èxit a malalts afectes d'una PE crònica idiopàtica i intolerants als corticoides.